# Campeonato manomanista 2015
La LXX edición del Campeonato manomanista, máxima competición de pelota vasca en la variante de pelota mano profesional de primera categoría, se disputó en el año 2015. Estuvo organizada por la LEPM (Liga de Empresas de Pelota Mano), compuesta por las dos principales empresas dentro del ámbito profesional de la pelota mano, Asegarce y ASPE.

## Pelotaris
| - Pelotaris de Asegarce: - Albisu (1/16) - Arretxe II (1/16) - Artola (1/16) - Bengoetxea VI (1/8) - Beroiz (1/8) - Olaizola II (1/4) - Untoria (1/16) - Urrutikoetxea (1/4) |  | - Pelotaris de ASPE: - Altuna III (1/16) - Ezkurdia (1/16) - Jaunarena (1/16) - Martínez de Irujo (1/4) - Retegi BI (1/4) - Rezusta (1/16) - Xala (1/8) - Zubieta (1/8) |

## Dieciseisavos de final
| Fecha    | Frontón y localidad       | Rojo       | Azul       | Tanteo |
| -------- | ------------------------- | ---------- | ---------- | ------ |
| 01/05/15 | Frontón Beloki, Zumárraga | Albisu     | Rezusta    | 16-22  |
| 02/05/15 | Frontón Municipal, Nájera | Untoria    | Altuna III | 9-22   |
| 03/05/15 | Frontón Urbeltz, Legazpia | Jaunarena  | Artola     | 22-7   |
| 03/05/15 | Frontón Arroyo, Oyón      | Arretxe II | Ezkurdia   | 6-22   |

## Octavos de final
| Fecha    | Frontón y localidad        | Rojo          | Azul       | Tanteo |
| -------- | -------------------------- | ------------- | ---------- | ------ |
| 08/05/15 | Frontón Municipal, Vergara | Xala          | Rezusta    | 14-22  |
| 09/05/15 | Frontón Labrit, Pamplona   | Bengoetxea VI | Ezkurdia   | 22-20  |
| 10/05/15 | Frontón Mimetiz, Zalla     | Beroiz        | Jaunarena  | 10-22  |
| 11/05/15 | Frontón Beotibar, Tolosa   | Zubieta       | Altuna III | 4-22   |

## Cuartos de final
| Fecha    | Frontón y localidad              | Rojo              | Azul       | Tanteo |
| -------- | -------------------------------- | ----------------- | ---------- | ------ |
| 15/05/15 | Frontón Atano III, San Sebastián | Bengoetxea VI     | Retegi BI  | 22-14  |
| 16/05/15 | Frontón Labrit, Pamplona         | Olaizola II       | Altuna III | 22-8   |
| 16/05/15 | Frontón Bizkaia, Bilbao          | Urrutikoetxea     | Jaunarena  | 22-5   |
| 17/05/15 | Frontón Astelena, Éibar          | Martínez de Irujo | Rezusta    | 22-8   |

## Semifinales
| Fecha    | Frontón y localidad      | Rojo              | Azul          | Tanteo |
| -------- | ------------------------ | ----------------- | ------------- | ------ |
| 30/05/15 | Frontón Labrit, Pamplona | Bengoetxea VI     | Urrutikoetxea | 22-7   |
| 31/05/15 | Frontón Ogueta, Vitoria  | Martínez de Irujo | Olaizola II   | 15-22  |

## Tercer y cuarto puesto
| Fecha    | Frontón y localidad      | Rojo              | Azul          | Tanteo        |
| -------- | ------------------------ | ----------------- | ------------- | ------------- |
| 06/06/15 | Frontón Labrit, Pamplona | Martínez de Irujo | Urrutikoetxea | No se disputó |

## Final
| Fecha    | Frontón y localidad     | Rojo        | Azul              | Tanteo |
| -------- | ----------------------- | ----------- | ----------------- | ------ |
| 28/06/15 | Frontón Bizkaia, Bilbao | Olaizola II | Urrutikoetxea (1) | 19-22  |

(1) Sustituyó a Bengoetxea VI por lesión.
- Datos: Q23956964